# Gran Premio di Bari 1956
Il Gran Premio di Bari 1956 fu l'ultima gara svoltasi sul circuito pugliese.

## Vigilia
Nel 1956 il percorso del Gran Premio di Bari, essendo ormai in piena zona abitata, venne invertito nel senso di marcia: tribune e box furono sistemati sul piazzale antistante l'ingresso della Fiera del Levante.
La gara, riservata alle vetture Sport, si tenne il 22 luglio, 1956. Fu organizzata in due gare: la prima per vetture Sport fino a 2000cc e la seconda oltre i 2000cc valevole per il Campionato Nazionale Conduttori.
La Maserati scese in forze con uno squadrone di 150 S, 200 S e 300 S e con qualche vecchia, ma sempre competitiva, A6GCSS.
La scuderia Ferrari portò le 857 S affidate a Alfonso de Portago e al giovane di belle promesse Phil Hill, con le scuderie private gareggiarono le 750 Monza  e le 500 TR.

## Gara 1: Sport fino a 2000cc

### Cronaca
Le prove della gara fino a 2000cc, furono ad appannaggio di Behrà, dietro di lui il giovane Perdisa e Cabianca. Quarto Villoresi (una vecchia conoscenza di Bari) seguito da Piero Carini e Gino Munaron. Quindi ed un'altra volpe d'argento nota al pubblico barese: Franco Cortese; ottavo un futuro costruttore di automobili da corsa: Alejandro De Tomaso.
La gara per le vetture Sport fino a 2000cc fu dominata dai piloti della Maserati Behra e Perdisa, Cabianca su Osca al 3º posto. Molti i ritiri, tra cui la Maria Teresa de Filippis ed Isabelle Haskell.

### Risultati
| Pos | Nr | Pilota                   | Vettura              | Giri | Tempo/Ritiro   |
| --- | -- | ------------------------ | -------------------- | ---- | -------------- |
| 1   | 2  | Jean Behra               | Maserati 200 S       | 27   | 1h11:17.0      |
| 2   | 6  | Cesare Perdisa           | Maserati 200 S       | 27   | 1h11:30.0      |
| 3   | 10 | Giulio Cabianca          | OSCA MT4             | 27   | 1h13:10.5      |
| 4   | 18 | Gino Munaron             | Ferrari 500 TR       | 26   | + 1 giri       |
| 5   | 8  | Francesco Giardini       | Maserati A6GCS       | 26   | + 1 giri       |
| 6   | 4  | Franco Cortese           | Ferrari 500 TR       | 26   | + 1 giri       |
| 7   | 22 | Gaetano Starrabba        | Ferrari 500 TR       | 26   | + 1 giri       |
| 8   | 12 | Luigi Villoresi          | OSCA MT4             | 25   | + 2 giri       |
| 9   | 28 | Hans Tak                 | Maserati 150 S       | 24   | +3 giri        |
| 10  | 30 | Helmut Karl Busch        | Porsche              | 20   | +7 giri        |
| Rit | 16 | Maria Teresa de Filippis | Maserati A6GCS       | ?    | Motore         |
| Rit | 26 | de Tomaso Alejandro      | Maserati 150 S       | ?    | Pressione olio |
| Rit | 14 | Piero Carini             | Ferrari 500 TR       | ?    | Motore         |
| Rit | 24 | Isabelle Haskell         | Maserati A6GCS       | ?    |                |
| Rit | 20 | Mike Anthony             | Lotus Eleven Bristol | ?    | Sospensione    |
|     |    |                          |                      |      |                |

### Qualifiche
| Pos | Nr | Pilota                   | Vettura              | Tempo  |
| --- | -- | ------------------------ | -------------------- | ------ |
| 1   | 2  | Jean Behra               | Maserati 200 S       | 2:39.3 |
| 2   | 6  | Cesare Perdisa           | Maserati 200 S       | 2:40.0 |
| 3   | 10 | Giulio Cabianca          | OSCA MT4             | 2:44.2 |
| 4   | 12 | Luigi Villoresi          | OSCA MT4             | 2:46,3 |
| 5   | 14 | Piero Carini             | Ferrari 500 TR       | 2:48,9 |
| 6   | 18 | Gino Munaron             | Ferrari 500 TR       | 2:49,0 |
| 7   | 4  | Franco Cortese           | Ferrari 500 TR       | 2:49,7 |
| 8   | 26 | de Tomaso Alejandro      | Maserati 150 S       | 2:50,5 |
| 9   | 8  | Francesco Giardini       | Maserati A6GCS       | 2:52,5 |
| 10  | 16 | Maria Teresa de Filippis | Maserati A6GCS       | 2:54,8 |
| 11  | 22 | Gaetano Starrabba        | Ferrari 500 TR       | 2:57,3 |
| 12  | 24 | Isabelle Haskell         | Maserati A6GCS       | 2:58,7 |
| 13  | 28 | Hans Tak                 | Maserati 150 S       | 2:59,0 |
| 14  | 20 | Mike Anthony             | Lotus Eleven Bristol | 3:01,2 |
| 15  | 30 | Helmut Karl Busch        | Porsche              | 3:19,5 |
|     |    |                          |                      |        |

## Gara 2: Sport oltre 2000cc

### Cronaca
Nella categoria regina le prove videro prevalere Moss su Maserati 300S davanti a De Portago su Ferrari 857 S, l'anziano Taruffi e la giovane promessa Ferrari: Phil Hill.
Alla partenza lanciata Moss precedette Taruffi, Wharton, De Portago e Perdisa; qualche metro in più per Musy e Behrà. Dopo l'emozione della partenza, la gara perse di significato in quanto Moss, nel volgere di pochi giri, doppiò la maggior parte dei rivali. Le uniche emozioni furono il tentativo di rimonta di De Portago dal 17º posto (a seguito di un problema meccanico) al 6º posto per poi ritirarsi subito dopo. L'altro duello emozionante vide Behrà e Perdisa che, sebbene guidassero due Maserati 200S (categoria fino a 2000cc), riuscirono a star davanti a tutti gli altri.
La gara per vetture Sport oltre i 2000cc fu vinta dall'asso inglese Stirling Moss che precedette Jean Behra, il fresco vincitore della classe inferiore, ed il nostro Cesare Perdisa.

### Risultati
| Pos | Nr | Pilota                | Vettura              | Giri | Tempo/Ritiro     |
| --- | -- | --------------------- | -------------------- | ---- | ---------------- |
| 1   | 42 | Stirling Moss         | Maserati 300 S       | 36   | 1h30:52.4        |
| 2   | 2  | Jean Behra            | Maserati 200 S       | 36   | 1h33:02.2        |
| 3   | 6  | Cesare Perdisa        | Maserati 200 S       | 36   | 1h33:06.2        |
| 4   | 40 | Piero Taruffi         | Maserati 300 S       | 36   | 1h33:21.9        |
| 5   | 54 | Benoit Musy           | Maserati 300 S       | 35   | + 1 giri         |
| 6   | 56 | Duncan Hamilton       | Jaguar Jaguar D-Type | 34   | + 2 giri         |
| 7   | 46 | Franco Bordoni        | Maserati 300 S       | 34   | + 2 giri         |
| 8   | 52 | Ken Wharton           | Ferrari 750 Monza    | 34   | + 2 giri         |
| 9   | 68 | Hans Tak              | Mercedes 300 SL      | 32   | +6 giri          |
| 10  | 66 | Pierre Meyrat         | Ferrari 750 Monza    | 30   | +68 giri         |
| Rit | 62 | Graham Whitehead      | Aston Martin DB3S    | ?    | Cambio           |
| Rit | 70 | Jo Bonnier            | Alfa Romeo-6CM 3000  | ?    | Frizione         |
| Rit | 50 | Luigi Piotti          | Maserati 300 S       | ?    | Motore           |
| Rit | 58 | Luigi Bellucci        | Gordini-Gordini      | ?    | DNF              |
| Rit | 72 | Herbert Mackay-Fraser | Ferrari 750 Monza    | ?    | Surriscaldamento |
| Rit | 44 | Alfonso De Portago    | Ferrari 857 S        | ?    | Pressione olio   |
| NP  | 48 | Phil Hill             | Ferrari              |      |                  |
| NP  | 60 | Dan Margulies         | Jaguar Jaguar C-Type |      |                  |
| NP  | 64 | Marceau Hauret        | Talbot Talbot        |      |                  |

### Qualifiche
| Pos | Nr | Pilota                | Vettura              | Tempo  |
| --- | -- | --------------------- | -------------------- | ------ |
| 1   | 42 | Stirling Moss         | Maserati 300 S       | 2:32.4 |
| 2   | 44 | Alfonso De Portago    | Ferrari 857 S        | 2:34.2 |
| 3   | 40 | Piero Taruffi         | Maserati 300 S       | 2:37.6 |
| 4   | 48 | Phil Hill             | Ferrari              | 2:38.8 |
| 5   | 54 | Benoit Musy           | Maserati 300 S       | 2:41.6 |
| 6   | 52 | Ken Wharton           | Ferrari 750 Monza    | 2:44.5 |
| 7   | 72 | Herbert Mackay-Fraser | Ferrari 750 Monza    | 2:45.1 |
| 8   | 70 | Jo Bonnier            | Alfa Romeo-6CM 3000  | 2:45.5 |
| 9   | 56 | Duncan Hamilton       | Jaguar Jaguar D-Type | 2:45.8 |
| 10  | 68 | Hans Tak              | Mercedes 300 SL      | 2:47.7 |
| 11  | 62 | Graham Whitehead      | Aston Martin DB3S    | 2:48.3 |
| 12  | 58 | Luigi Bellucci        | Gordini-Gordini      | 2:49.3 |
| 13  | 46 | Franco Bordoni        | Maserati 300 S       |        |
| 14  | 50 | Luigi Piotti          | Maserati 300 S       |        |
| 15  | 66 | Pierre Meyrat         | Ferrari 750 Monza    |        |